# Itheum lineare
Itheum lineare là một loài bọ cánh cứng trong họ Cerambycidae.